# Gilport Lions
Der Gilport Lions Sporting Club (bis 2015: Botswana Meat Commission Football Club) ist ein Fußballverein aus Lobatse, Botswana. Bis 2022 spielte der Verein in der ersten Liga, der Botswana Premier League.

## Geschichte
Der Verein wurde 1969 gegründet und spielt aktuell in der Botswana Premier League. Der Klub konnte bisher keine nationale Titel gewinnen, lediglich die Finalteilnahme 1996 im Challenge Cup gelang ihm bisher. 1996 nahm er erstmals am CAF Cup teil und scheiterte in der ersten Hauptrunde an den Mamelodi Sundowns.

## Erfolge
- Botswanischer Pokalsieger: 2007

## Stadion
Der Verein trägt seine Heimspiele im Lobatse Stadium in Lobatse aus. Das Stadion hat ein Fassungsvermögen von 20.000 Personen.

## Statistik in den CAF-Wettbewerben
| Wettbewerb   | Runde         | Gegner                   | Hinspiel | Rückspiel |  |
| ------------ | ------------- | ------------------------ | -------- | --------- |  |
|              |               |                          |          |           |  |
| CAF Cup 1996 | Qualifikation | Lesotho Defence Force FC | 4:2 (H)  | 0:0 (A)   |  |
|              | 1. Runde      | Mamelodi Sundowns        | 0:3 (H)  | 1:4 (A)   |  |